# Les Filles d'Ève
Femmes, puis Les Filles d'Ève (Filhas de Eva) est une série télévisée brésilienne produite par Estúdios Globo et diffusée le 8 mars 2021 sur le service de streaming Globoplay.
En France, elle est diffusée en 2023 sur le service de streaming M6+ puis diffusé entre le 14 septembre 2024 et le 19 octobre 2024 sur Novelas TV,.

## Synopsis
Stella a abandonné ses rêves pour être la femme derrière un « grand homme ». Livia, une psychologue de renom, ne compte plus les opportunités qu’elle a refusées pour le bonheur de son mari. Cloé, quant à elle, brave tous les obstacles pour rendre sa mère heureuse. Alors que ces trois femmes décident de reprendre le contrôle de leurs vies, leurs destins vont s'entremêler... 

## Distribution

### Rôles principaux
| Acteur/Actrice         | Personnage                       |
| ---------------------- | -------------------------------- |
| Renata Sorrah          | Stella Roman Fantini             |
| Giovanna Antonelli     | Lívia Fantini Caldas             |
| Vanessa Giácomo        | Cleópatra Ramos de Souza (Cléo)  |
| Débora Ozório          | Dora Fantini Caldas              |
| Dan Stulbach           | Kléber Caldas                    |
| Cacá Amaral            | Ademar Lopes Fantini             |
| Marcos Veras           | Fábio Ferreira                   |
| Analu Prestes          | Maria José Ramos de Souza (Zezé) |
| Erom Cordeiro          | Júlio César Ramos de Souza       |
| Cecília Homem de Mello | Catarina Weinermann              |
| Jean Pierre Noher      | Joaquim Benitez                  |
| Juliano Lobreiro       | Gui                              |
| Nina Tomsic            | Mari                             |
| Aldo Perrota           | Luís Fernando                    |
| Bia Guedes             | Jurema                           |

### Participations spéciales
| Épisodes            | Acteur/Actrice         | Personnage                 |
| ------------------- | ---------------------- | -------------------------- |
| 1                   | Fátima Bernardes       | Ela mesma                  |
| 1                   | Marcella Rica          | Stella Fantini (jovem)     |
| 1                   | Stênio Garcia          | Jurandir Sampaio (Sampaio) |
| 1                   | Sílvia Salgado         | Eleonora Sampaio           |
| 1                   | Ricardo Pavão          | Denilson Lobato            |
| 1                   | Antônio Pedro          | Abelardo                   |
| 1                   | Adriana Seiffert       | Helena                     |
| 2                   | Marcella Rica          | Stella Fantini (jovem)     |
| 2                   | Ayala Rossana          | Eunice                     |
| 2                   | Letícia Hess           | Damiana                    |
| 3                   | Thaíssa Carvalho       | Babi                       |
| 3                   | Stênio Garcia          | Jurandir Sampaio (Sampaio) |
| 3                   | Lorena Comparato       | Suzana                     |
| 3                   | Ignacio Aldunate       | Bruno                      |
| 3                   | Nilvan Santos          | Benjamin                   |
| 3                   | Adriana Seiffert       | Helena                     |
| 3                   | Leandro Santanna       | Ginho                      |
| 4                   | Milton Gonçalves       | Gasparian                  |
| 4                   | Thaíssa Carvalho       | Babi                       |
| 4                   | Larissa Rezende        | Kelly                      |
| 4                   | Karen Roepke           | Letícia                    |
| 5                   | Gustavo Ottoni         | Humberto Junqueira         |
| 5                   | Sílvia Salgado         | Eleonora Sampaio           |
| 5                   | Malu Valle             | Maria Lúcia Junqueira      |
| 6                   | Malu Valle             | Maria Lúcia Junqueira      |
| Marcella Rica       | Stella Fantini (jovem) |                            |
| Yure Ribeiro        | Ademar Fantini (jovem) |                            |
| Carine Klimeck      | Vendedora              |                            |
| Ana Isabela Godinho | Gláucia                |                            |
| Márcio Vito         | Arlindo                |                            |
| 7                   | Felipe Silcler         | Cauã                       |
| 7                   | Bianca Tocafundo       | Isabel                     |
| 10                  | Cláudio Gabriel        | Dr. Samuel                 |
| 10                  | Rafael Telles          | Lucas                      |
| 10                  | Júlia Lund             | Delegada                   |

## Identité visuelle et sonore

### Logos

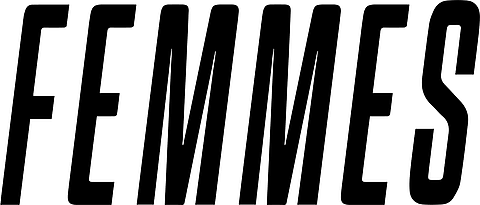
Logo de Femmes (M6+)
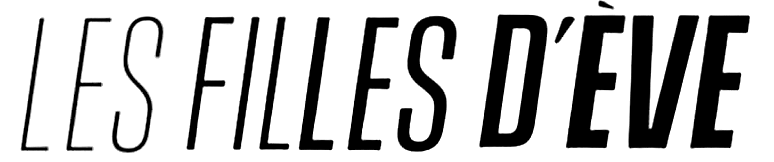
Logo de Les filles d'Ève (Novelas TV)

## Production

### Musique
1. « Your Hands » - GRAE (tema de abertura)
2. « You Are My Sunshine » - Jasmine Thompson
3. « 5 Years Old » - Letrux
4. « Samba e Amor » - Barbara Fialho; feat. Seu Jorge
5. « Eu Quero é Botar Meu Bloco na Rua » - Ney Matogrosso
6. « 100 Days, 100 Nights » - Sharon Jones & The Dap-Kings
7. « Outro » - Architektbeats
8. « Fever » - Peggy Lee
9. « Born Again Teen » - Lucius
10. « Music Gets You Girls » - Michelle Gurevich
11. « Dream A Little Dream Of Me » - Kina Grannis
12. « I Want To Tell You I Love You » - Connie Mac Booker
13. « What A Wonderful World » - Imaginary Future; Kina Grannis
14. « Fly Me To The Moon » - Imaginary Future
15. « Respect » - Aretha Franklin
16. « I'II Make Happy » - The Easybeats
17. « Written in Stone » - Dan & The Underdogs
18. « Beyond The Sea » - Kina Grannis
19. « Moon River (From Breakfast at Tiffany's) » - Audrey Hepburn; Henry Mancini
20. « Wouldn't It Be Nice » - Kate McGill
21. « Can't Help Falling In Love  » - Elvis Presley
22. « Can't Help Falling in Love » - Kina Grannis

## Version française
La version française est assurée par Studio Plug-in au Maroc.
Avec les voix de Fanny Dalmau, Dominique Saouri, Mounia Bennis, Nawal Lamrini, Olivier Muletet, Sophie Pastrana, Hamza Toujri, Letizia Costantini, Jean-Albert Margaine, Corinne Troisi, Adrien Carminada, Hélène Tran, Eric Cuvellier, Gabriel Delmas, Anna Fhima, Camille Bechta, Vanessa Lefebvre, Christophe Cerino, Martin Girard, Paul Nguyen, Michael Paolinetti, Alex Pinault, Frédéric Coconnier, Emmanuelle Brindel, Amira Sejad, Michèle Lepez, Hind Houari, Inès Latorre, Pauline Robic, Serge Barreau, Brahim Bihi, Mouna Belgrini, Sonia Okacha, Antoine Pinault, Wahid Lahlou, Odile Roehrig et Farida Hamou.